# Pteroidichthys amboinensis
Poisson Scorpion d'Ambon
Espèce
Le poisson-scorpion d'Ambon (Pteroidichthys amboinensis) est une espèce de poissons de la famille des Scorpaenidae, cousin des rascasses.

## Description
Le poisson-scorpion d'Ambon est de petite taille, il peut atteindre 12 cm de long.
Corps comprimé latéralement, doté d'une nageoire dorsale partant de l'arrière de la tête jusqu'à pratiquement rejoindre la base supérieure de la nageoire caudale. La nageoire dorsale est munie d'épines venimeuses.
Il se maintient au substrat et se déplace à l'aide de ses nageoires pectorales.
Sa couleur dominante varie du brun-rouge au vert-jaune, son corps est couvert de petites excroissances. La particularité physique du poisson-scorpion d'Ambon est la présence de relativement longues excroissances au-dessus de chaque œil. L'ensemble de ses caractéristiques physiques lui donne un aspect particulier qui permettent une rapide identification même s'il demeure assez difficile à localiser.

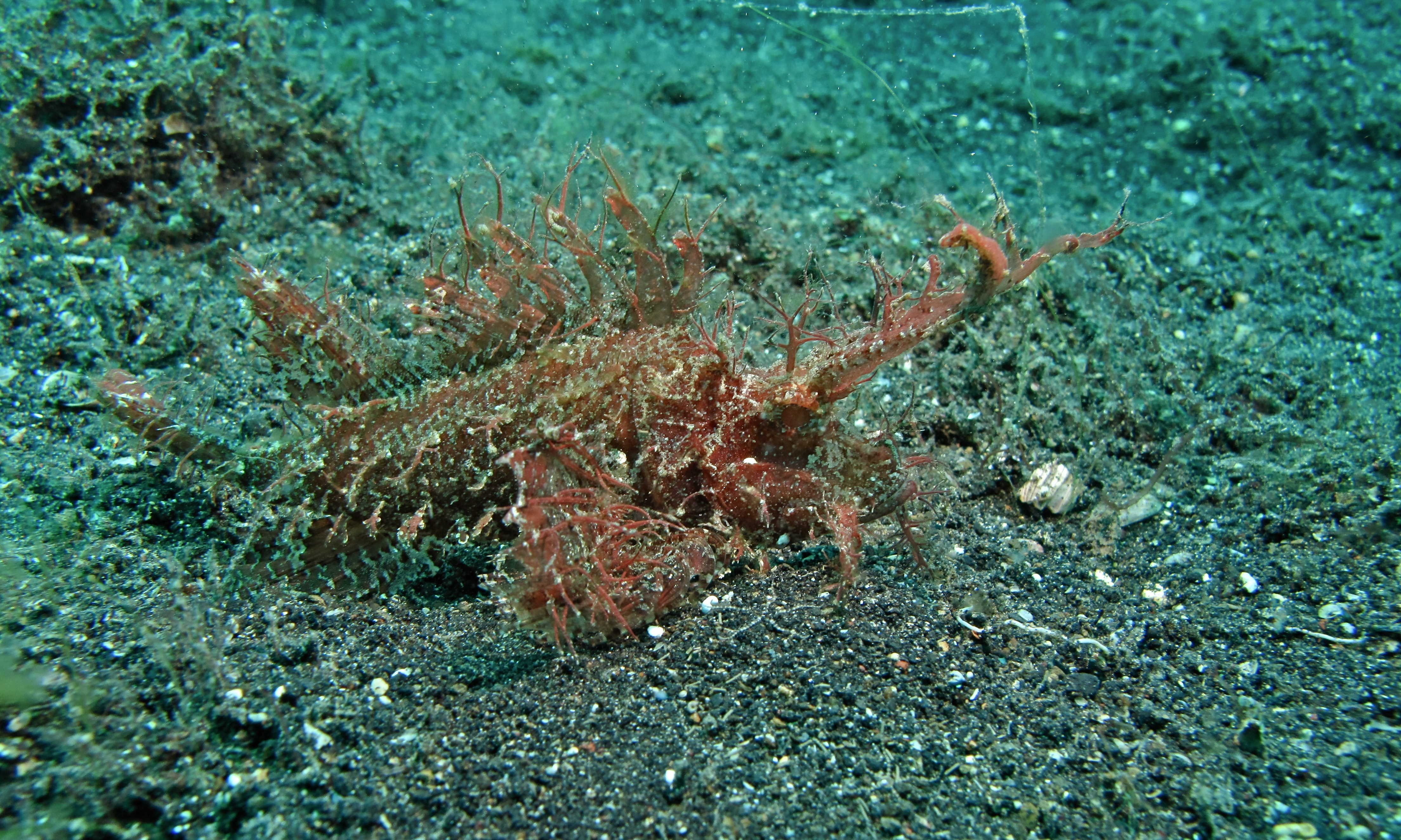
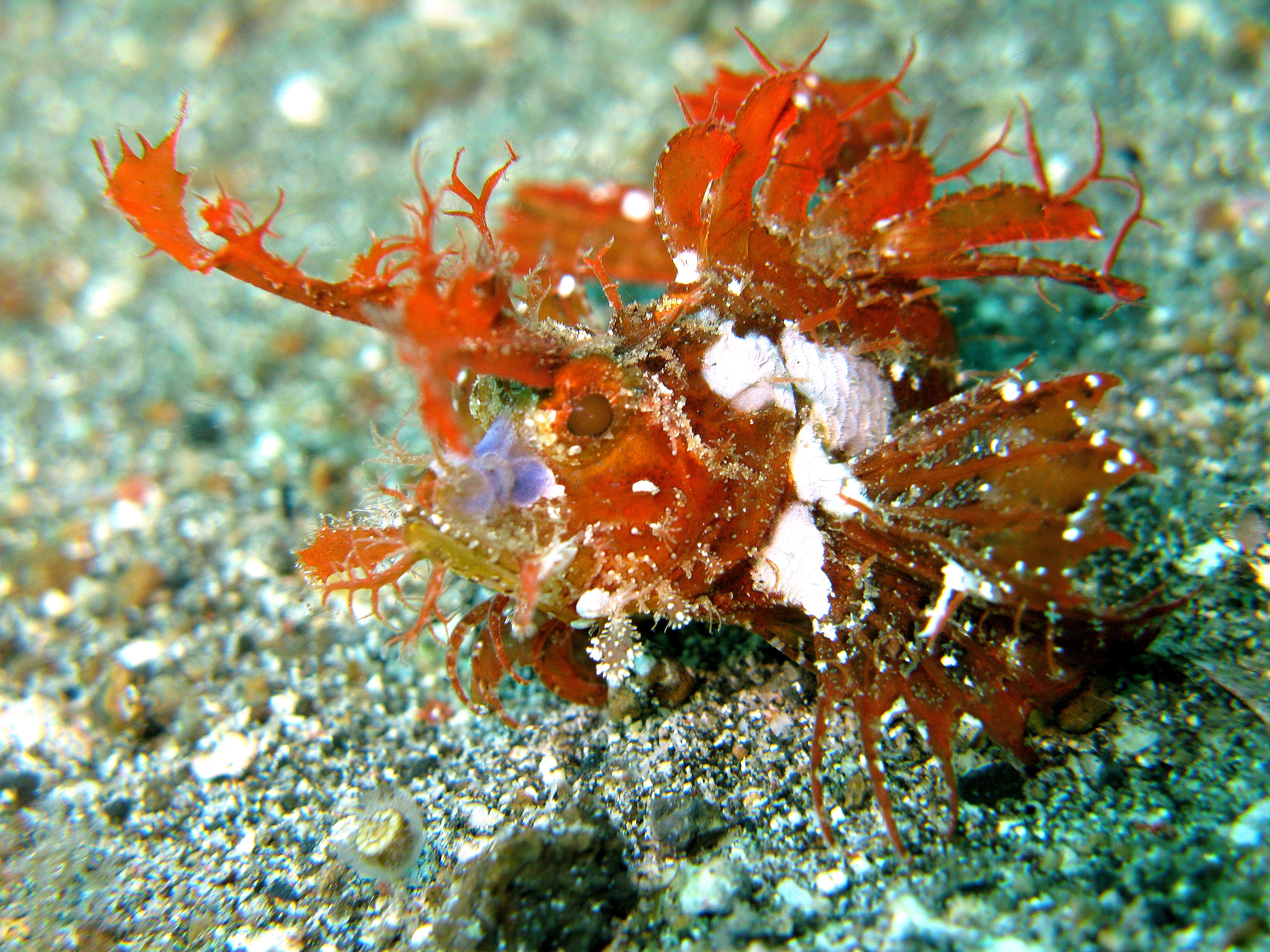
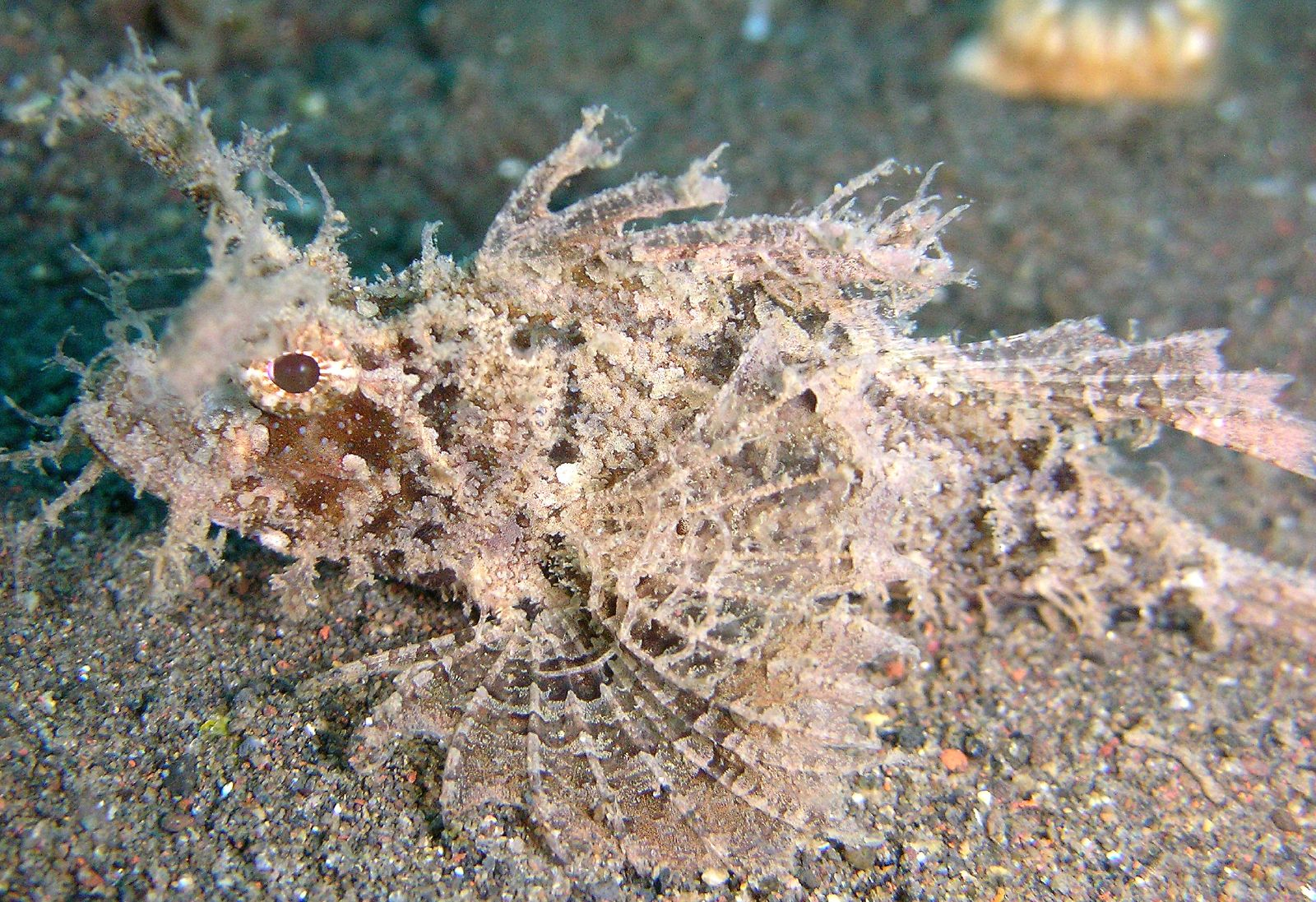

## Répartition et habitat
Ce poisson-scorpion se rencontre dans les eaux tropicales du cente du bassin Indo-Pacifique, de la mer des Célèbes à la Papouasie-Nouvelle-Guinée.
Il fréquente de préférence les fonds sableux ou vaseux avec des gravats coralliens et des débris végétaux (feuilles mortes et palmes) entre 3 et 20 m de profondeur.

## Alimentation
Se nourrit de crevettes et autres petits crustacés passant à sa portée.

## Comportement
Benthique, nocturne, chasse à l'affût.

## Sources bibliographiques
- Andrea Ferrari et Antonnella Ferrari, Macrolife, Nautilis publishing, 2003, 468 p. (ISBN 983-2731-00-3)
- Ewald Lieske et Robert Myers (trad. de l'anglais), Guide des poissons des récifs coralliens : région Caraïbe, océan Indien, océan Pacifique, mer Rouge, Lausanne/Paris, Delachaux et Niestlé, 1995, 400 p. (ISBN 2-603-00982-6)